# Irezumi

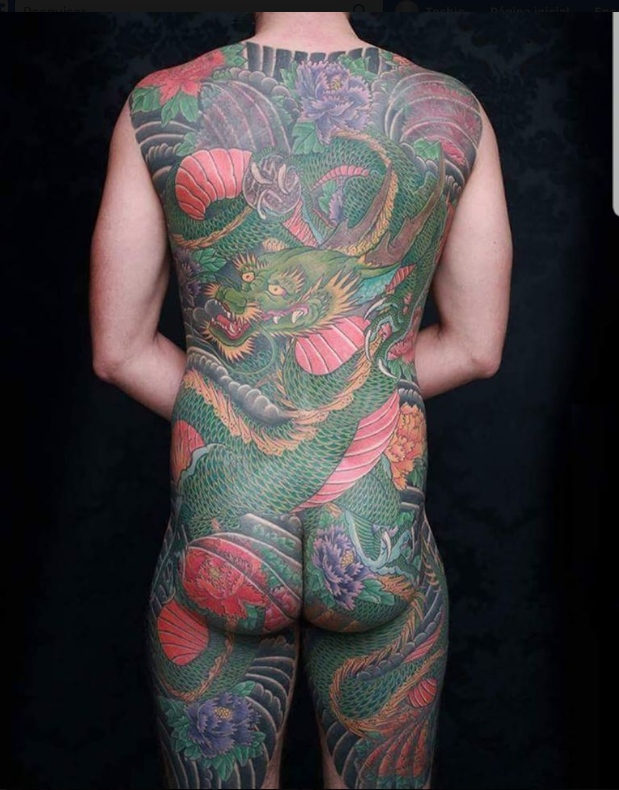
Trabalho feito por Toshio Shimada

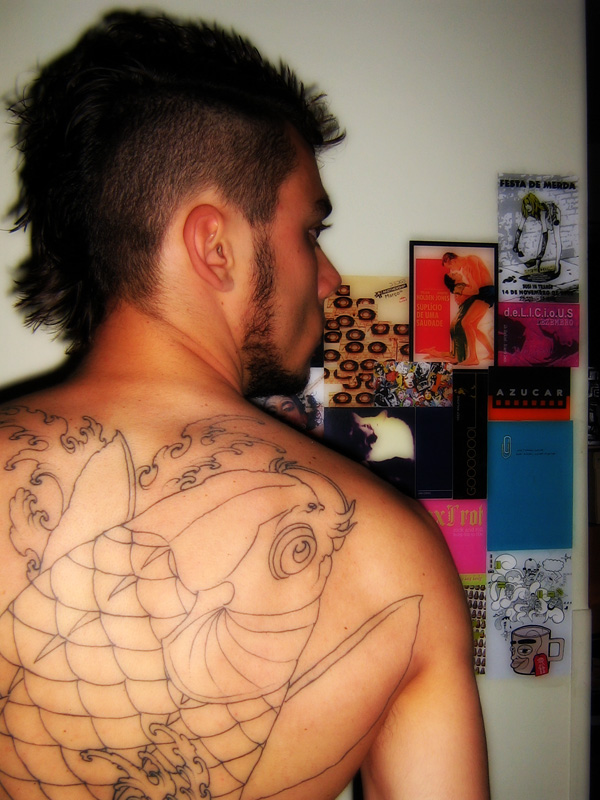
Irezumi Sujibori de uma carpa.

Irezumi  significa tatuagem na língua japonesa (刺青）

## Simbologia
As tatuagens japonesas tradicionais são carregadas de elementos simbólicos:
- Fênix: É o segundo animal mais importante depois do dragão. Lado a lado com o sol, é um dos emblemas do império japonês.

- Carpa: No Japão representa a sorte, determinação, ambição, perseverança, força, resistência, vitalidade e sucesso. Essas características se fundamentam na característica que esse peixe tem de nadar contra a correnteza e contra adversidades para chegar ao seu destino e procriar. Esse simbolismo tão nobre fez com que se tornasse um elemento bastante popular entre quem venceu grandes batalhas na vida ou quem necessita de uma inspiração para não desistir de seus sonhos e objetivos.
- Dragão: O dragão é um dos principais símbolos no Japão, eles representam  a generosidade, sabedoria e força. Ao contrário dos europeus os japoneses acreditam que o dragão  estão associado a chuva e à água, enquanto na Europa está relacionado ao fogo.
- Tigre: Simboliza a coragem e força. Dizem que este é escolhido para proteger e afastar as coisa ruins, acredita -se também que eles controlam os ventos.
- Leão: Também chamado de Fu-dog é um leão japonês. Ele simboliza a proteção e aspirações heroicas, também é representado como um ser forte e corajoso.
- Serpente: Essa possui uma gama de significado, tento alguns desses iguais a de outros animais. Elas representam a sabedoria e proteção, sendo também vistas como alguém que protege, afasta de desastres, má sorte é doenças.
- Caveira: Muitos relacionam as caveiras como mortes, perigo é azar, mas no Japão eles são vistas como um ponto positivo no ciclo da vida ou como mudança.
- Oni/Demônio: Esses são a representação do mal, do caos, desordem, destruição, mas os demônios bons representam a proteção.
- Flores: Lotus representa o entendimento, conhecimento, iluminação e vida. Cerejeira são vistas como cópia da sua própria mortalidade. Crisântemos representam alegria e bom humor, perfeição, felicidade e em alguns casos a divindade. Rosa simboliza o equilíbrio, o amor eterno, novos começos. Rosas com haste tem um significado diferente, perda de controle, defesa e Lealdade.

## Histórico
No Japão a tatuagem era vista como moda, beleza e decoração.Cada tatuagem tinha seu significado, principalmente influenciada pela  cultura e costumes japoneses. Ademais, anos antes de 1870 o modelo irezumi e todos os outros já tinham um ponto de vista negativo, a perspectiva do povo japonês mudou porque as tatuagens haviam começado a serem usadas como um símbolo de máfia. 
Em 1870,o imperador proibiu a irezumi e começou a criar regras em relação a ela, sendo algumas delas usadas até hoje, como nas fontes termais. Ficou estabelecido que partir de 1870 quem usasse tatuagem no geral iria ser severamente punido ou expulso do Japão. Mesmo com a proibição, um grupo chamado de Yakuza começou a usar, e isso na época se tornou uma marca deles, o que contribuiu para os status negativos da tatuagem.

Após Segunda Guerra Mundial, as tatuagens começaram a serem legalizadas no Japão, mas ainda mesmo após legalizar elas ainda tinham essa fama de de ser algo de criminosos. Nos dias de hoje a tatuagem é permitida, porém ainda possui suas restrições como as de água-termais, os horishi (tatuadores) estão em pouco casos já que a irezumi parou de ser moda, e os poucos que existem estão se acabando.